# Colletotrichum taiwanense
Colletotrichum taiwanense är en svampart som beskrevs av Sivan. & W.H. Hsieh 1993. Colletotrichum taiwanense ingår i släktet Colletotrichum och familjen Glomerellaceae.   Inga underarter finns listade i Catalogue of Life.